# Liste der Orte im Landkreis Eichsfeld
Diese Liste enthält alle Orte (Städte, Gemeinden und Ortsteile) im thüringischen Landkreis Eichsfeld.
| Ort                                   | Gemeinde              | Einwohner (ca.) |
| ------------------------------------- | --------------------- | --------------- |
| Arenshausen                           | Arenshausen           | 1.008           |
| Asbach                                | Asbach-Sickenberg     | 70              |
| Ascherode                             | Buhla                 | 180             |
| Bebendorf                             | Geismar               | 130             |
| Beberstedt                            | Dingelstädt           | 700             |
| Berlingerode                          | Berlingerode          | 1.246           |
| Bernterode, südlich von Heiligenstadt | Heilbad Heiligenstadt | 213             |
| Bernterode, östlich von Leinefelde    | Breitenworbis         | 1.300           |
| Beuren                                | Leinefelde-Worbis     | 1.300           |
| Bickenriede                           | Dingelstädt           | 1.536           |
| Birkenfelde                           | Uder                  | 585             |
| Birkungen                             | Leinefelde-Worbis     | 1.500           |
| Bischhagen                            | Heilbad Heiligenstadt | 180             |
| Bischofferode                         | Am Ohmberg            | 1.600           |
| Bleckenrode                           | Teistungen            | 120             |
| Bockelnhagen                          | Sonnenstein           | 340             |
| Bodenrode                             | Bodenrode-Westhausen  | 500             |
| Bornhagen                             | Bornhagen             | 250             |
| Böseckendorf                          | Teistungen            | 130             |
| Brehme                                | Brehme                | 1.135           |
| Breitenbach                           | Leinefelde-Worbis     | 1.000           |
| Breitenholz                           | Leinefelde-Worbis     | 540             |
| Breitenworbis                         | Breitenworbis         | 2.200           |
| Buhla                                 | Buhla                 | 385             |
| Burgwalde                             | Burgwalde             | 241             |
| Büttstedt                             | Büttstedt             | 921             |
| Deuna                                 | Niederorschel         | 985             |
| Dieterode                             | Dieterode             | 92              |
| Dietzenrode                           | Dietzenrode/Vatterode | 60              |
| Dingelstädt, Stadt                    | Dingelstädt           | 4.698           |
| Döringsdorf                           | Geismar               | 130             |
| Ecklingerode                          | Ecklingerode          | 781             |
| Effelder                              | Effelder              | 1.333           |
| Eichstruth                            | Uder                  | 88              |
| Epschenrode                           | Sonnenstein           | 130             |
| Ershausen                             | Schimberg             | 1.100           |
| Ferna                                 | Ferna                 | 570             |
| Flinsberg                             | Heiligenstadt         | 166             |
| Freienhagen                           | Freienhagen           | 309             |
| Fretterode                            | Fretterode            | 179             |
| Fürstenhagen                          | Uder                  | 60              |
| Geisleden                             | Geisleden             | 1.048           |
| Geismar                               | Geismar               | 780             |
| Gerbershausen                         | Gerbershausen         | 651             |
| Gernrode                              | Gernrode              | 1.651           |
| Gerterode                             | Niederorschel         | 401             |
| Glasehausen                           | Heilbad Heiligenstadt | 176             |
| Großbartloff                          | Großbartloff          | 953             |
| Großbodungen                          | Am Ohmberg            | 1.250           |
| Großtöpfer                            | Geismar               | 165             |
| Günterode                             | Heiligenstadt         | 537             |
| Hauröden                              | Am Ohmberg            | 300             |
| Hausen                                | Niederorschel         | 429             |
| Haynrode                              | Haynrode              | 687             |
| Heilbad Heiligenstadt, Stadt          | Heiligenstadt         | 15.300          |
| Helmsdorf                             | Dingelstädt           | 549             |
| Hennigerode                           | Uder                  | 50              |
| Heuthen                               | Heuthen               | 767             |
| Hohengandern                          | Hohengandern          | 558             |
| Holungen                              | Sonnenstein           | 894             |
| Hundeshagen                           | Leinefelde-Worbis     | 1.264           |
| Hüpstedt                              | Dingelstädt           | 1.550           |
| Jützenbach                            | Sonnenstein           | 554             |
| Kallmerode                            | Leinefelde-Worbis     | 612             |
| Kalteneber                            | Heiligenstadt         | 374             |
| Kaltohmfeld                           | Leinefelde-Worbis     | 170             |
| Kefferhausen                          | Dingelstädt           | 780             |
| Kella                                 | Kella                 | 566             |
| Kirchgandern                          | Kirchgandern          | 625             |
| Kirchohmfeld                          | Leinefelde-Worbis     | 430             |
| Kirchworbis                           | Kirchworbis           | 1.400           |
| Kleinbartloff                         | Niederorschel         | 438             |
| Kreuzebra                             | Dingelstädt           | 794             |
| Krombach                              | Krombach              | 205             |
| Küllstedt                             | Küllstedt             | 1.507           |
| Lehna                                 | Schimberg             | 19              |
| Leinefelde, ehemalige Stadt           | Leinefelde-Worbis     | 9.700           |
| Lenterode                             | Uder                  | 305             |
| Lindewerra                            | Lindewerra            | 251             |
| Lutter                                | Uder                  | 665             |
| Mackenrode                            | Uder                  | 250             |
| Marth                                 | Marth                 | 348             |
| Martinfeld                            | Schimberg             | 550             |
| Mengelrode                            | Heilbad Heiligenstadt | 380             |
| Misserode                             | Schimberg             | 45              |
| Neuendorf                             | Teistungen            | 600             |
| Neustadt                              | Am Ohmberg            | 722             |
| Niederorschel                         | Niederorschel         | 2.500           |
| Oberorschel                           | Niederorschel         | 150             |
| Pfaffschwende                         | Pfaffschwende         | 359             |
| Reinholterode                         | Reinholterode         | 796             |
| Rengelrode                            | Heiligenstadt         | 376             |
| Rimbach                               | Bornhagen             | 50              |
| Rohrberg                              | Rohrberg              | 244             |
| Röhrig                                | Uder                  | 255             |
| Rüdigershagen                         | Niederorschel         | 600             |
| Rustenfelde                           | Rustenfelde           | 513             |
| Rüstungen                             | Schimberg             | 260             |
| Schachtebich                          | Schachtebich          | 260             |
| Schönau                               | Uder                  | 70              |
| Schönhagen                            | Uder                  | 153             |
| Schwobfeld                            | Schwobfeld            | 113             |
| Sickenberg                            | Asbach-Sickenberg     | 40              |
| Sickerode                             | Sickerode             | 157             |
| Siemerode                             | Heilbad Heiligenstadt | 750             |
| Silberhausen                          | Dingelstädt           | 688             |
| Silkerode                             | Sonnenstein           | 438             |
| Steinbach                             | Steinbach             | 564             |
| Steinheuterode                        | Uder                  | 263             |
| Stöckey                               | Sonnenstein           | 422             |
| Streitholz                            | Heilbad Heiligenstadt | 90              |
| Struth                                | Dingelstädt           | 1.600           |
| Tastungen                             | Tastungen             | 264             |
| Teistungen                            | Teistungen            | 1.700           |
| Thalwenden                            | Uder                  | 382             |
| Uder                                  | Uder                  | 2.500           |
| Vatterode                             | Dietzenrode/Vatterode | 70              |
| Volkerode                             | Volkerode             | 255             |
| Vollenborn                            | Niederorschel         | 250             |
| Wachstedt                             | Wachstedt             | 549             |
| Wahlhausen                            | Wahlhausen            | 340             |
| Wallrode                              | Am Ohmberg            | 150             |
| Wehnde                                | Wehnde                | 381             |
| Weidenbach                            | Uder                  | 50              |
| Weilrode                              | Sonnenstein           | 80              |
| Weißenborn-Lüderode                   | Sonnenstein           | 1.424           |
| Werningerode                          | Sonnenstein           | 400             |
| Westhausen                            | Bodenrode-Westhausen  | 700             |
| Wiesenfeld                            | Wiesenfeld            | 251             |
| Wilbich                               | Schimberg             | 350             |
| Wingerode                             | Wingerode             | 1.242           |
| Wintzingerode                         | Leinefelde-Worbis     | 570             |
| Worbis, ehemalige Stadt               | Leinefelde-Worbis     | 5.000           |
| Wüstheuterode                         | Uder                  | 607             |
| Zella                                 | Dingelstädt           | 325             |
| Zwinge                                | Sonnenstein           | 418             |

## Weitere Ortsteile
- Zu Am Ohmberg gehören das Gehöft Neubleicherode und die Thomas-Müntzer-Siedlung.
- Zu Arenshausen gehört die Kleinsiedlung Oberstein.
- Zu Bodenrode-Westhausen, Ortsteil Bodenrode, gehört die Siedlung Weimarskamp.
- Zu Breitenworbis gehört die Siedlung Bernterode/Schacht.
- Zu Dingelstädt gehören die Kloster Anrode und Zella sowie der Weiler Annaberg und das Gut Breitenbich.
- Zu Gerbershausen gehört das Gehöft Rothenbach.
- Zu Heilbad Heiligenstadt gehören die Gehöfte Dorotheenhof, Ankermühle und Rosenhof.
- Zu Leinefelde-Worbis, Ortsteil Kirchohmfeld, gehören die Siedlungen Adelsborn und Bodenstein. Zum Ortsteil Kallmerode gehört die Siedlung Beinrode.
- Zu Marth gehören die Gehöfte und Kleinsiedlungen Hessenau, Wiesenmühle, Eckstieg und Miwepa.
- Zu Niederorschel, Ortsteil Kleinbartloff, gehört der Ortsteil Reifenstein.
- Zu Schachtebich gehört die Siedlung Gänseteich.
- Zu Sonnenstein gehören die Siedlungen Gerode (Ortsteil Weißenborn-Lüderode) und Sonnenstein (Ortsteil Holungen).
- Zu Teistungen gehört das Gehöft Hermerthal.
- Zu Uder gehört die Gehöfte Rumerode und Hunrod.
- Zu Wachstedt gehört die Burg Gleichenstein und das Gehöft Neuhaus.